# Wildfire
Wildfire er en amerikansk stumfilm fra 1915 af Edwin Middleton.

## Medvirkende
- Lionel Barrymore som John Keefe.
- William C. Chamberlin som Walker.
- James J. Gorman som Gorman.
- Riley Hatch som Matt Donovan.
- James J. Jeffrey som Chappy Raster.